# Kubatxi
El kubatxi és la llengua pròpia dels kubatxis o kubatxins, un poble del Caucas al Daguestan.
Junt al kaytak i al dargin, pertany al grup de llengües dargino-lak (lak-dargwa), subgrup de les llengües Avar-Andi-Dido, de la família ibero-caucasiana. Avui dia es considera dialecte del dargin, grup que està absorbint als kubatxis, però realment seria una llengua separada. Els seus parlants són entre tres mil i deu mil. La llengua no s'escriu i es fa servir el dargwa o dargin per la literatura.